# 杉全直
杉全 直（すぎまた ただし、1914年3月26日 - 1994年1月23日）は、日本の洋画家。浦和画家。元東京芸術大学教授、多摩美術大学教授。東京都品川区出身。

## 人物
洋画家であるが、東京美術学校系統のシュルレアリスムのグループで目立った活動をしていた「貌」に参加し、平面作品のみではなく、立体作品を中心に制作した時期もある。現代日本美術展、日本国際美術展などで優秀賞を受賞し、日本の抽象絵画をリードする一人となった。
2021年1月9日から3月28日まで三重県立美術館にて「ショック・オブ・ダリ ― サルバドール・ダリと日本の前衛」展が開催されサルバドール・ダリに影響を受けた日本の作家として杉全直他、 靉光、浅原清隆、池田龍雄、石井新三郎、小牧源太郎、斎藤長三、島津純一、白木正一、高山良策、難波架空像（香久三）、浜田浜雄、早瀬龍江、尾藤豊、福沢一郎、藤田鶴夫、古沢岩美、森堯之、矢崎博信、山下菊二、山本昌尚、吉井忠、米倉壽仁、渡辺武の24人とダリの作品が展示され、同年4月24日から6月27日まで諸橋近代美術館でも同展覧会が開催された 。

## 経歴
1924年、兵庫県姫路市に移住。その後、美術学校進学のためアトリエ村として画家が多く集まっていた埼玉県浦和市（現・さいたま市浦和区）へ移住し浦和画家にひとりに数えられる。1933年、東京美術学校（現：東京芸術大学）油画科予科に入学。その後、本科に入科し、1938年に卒業。
1939年、福沢一郎ら40名の前衛活動家と共にシュルレアリスム運動で知られる美術文化協会の創立同人となる。
戦後もシュルレアリスム的な作品を制作していたが、抽象表現主義的な作風へ移行。
1950年代から国内外を問わず、数多くの美術展に出品する。その後、多摩美術大学教授や東京芸術大学教授を務めた。1981年、第31回芸術選奨文部大臣賞を受賞。
1990年頃までは意欲的に制作に打ち込む。1994年、脳梗塞のため死去。